# Стречно
Стречно (словац. Strečno) — село, громада округу Жиліна, Жилінський край, регіон Поважіє. Кадастрова площа громади — 13,18 км².
Населення 2558 осіб (станом на 31 грудня 2017 року).

## Історія
Стречно згадується 1321 року.

## Населення
| Рік:            | 1994. | 2004.    | 2014.   | 2024.   |
| --------------- | ----- | -------- | ------- | ------- |
| Кількість осіб: | 2406  | 2648     | 2565    | 2572    |
| Різниця:        |       | +10,05 % | -3,13 % | +0,27 % |

| Рік:            | 2023. | 2024.   |
| --------------- | ----- | ------- |
| Кількість осіб: | 2589  | 2572    |
| Різниця:        |       | -0,65 % |